# Di chỉ Thạch Lạc

## Vị trí
Di chỉ khảo cổ học nằm trên hai quả gò nằm ở giữa thôn Thanh Quang, xã Thạch Lạc, huyện Thạch Hà, tỉnh Hà Tĩnh (Bên cạnh trường tiểu học Thạch Lạc và UBND xã Thạch Lạc). Di chỉ là tiêu biểu cho văn hoá khảo cổ Thạch Lạc.

## Quá trình khai quật
Các nhà khảo cổ tiến hành khai quật lần đầu vào năm 1963, tên diện tích rộng 1500m2. Tầng văn hoá dày đến 2,70m được cấu tạo bởi các vỏ sò huyết. Hiện vật có 103 đồ đá như: rìu tứ diện, bàn mài, hòn ghè, bi gốm, suối chỉ, nhiều xương răng động vật; đồ gốm ở đây có nhiều loại được xác định qua mảnh vỡ như: nồi, bình, vò, âu.

Năm 2002 khai quật tiếp trên diện tích 100m2, thu được gần 150 chiếc rìu và nhiều công cụ khác bằng đá như bàn chày nghiền, bàn kê và hàng chục mảnh vỡ đồ gốm, các vòng trang sức làm bằng xương và gốm. Đặc biệt còn tìm thấy một bộ xương người chôn theo tư thế nằm ngửa kèm theo bên là một chiếc rìu đá. Theo xác định ban đầu, di cốt này có niên đại từ 3.000-3.500 cách ngày nay.

Di vật văn hóa Bàu Tró (Di chỉ Thạch Lạc) (ảnh: Thăng Long Hà Nội Lưu trữ ngày 16 tháng 7 năm 2009 tại Wayback Machine)Di vật văn hóa Bàu Tró (Di chỉ Thạch Lạc) (ảnh: Thăng Long Hà Nội Lưu trữ ngày 16 tháng 7 năm 2009 tại Wayback Machine)
Trang sức xương răng hổ di chỉ Thạc LạcTrang sức xương răng hổ di chỉ Thạc Lạc
Khuyên tai hình đỉa di chỉ Thạch LạcKhuyên tai hình đỉa di chỉ Thạch Lạc